# ابرمان‌اشتات
شهر ابرمان‌اشتات در ایالت بایرن در کشور آلمان واقع شده است.